# Heterandria tuxtlaensis
Heterandria tuxtlaensis är en fiskart som beskrevs av Mceachran och Dewitt 2008. Heterandria tuxtlaensis ingår i släktet Heterandria och familjen Poeciliidae. Inga underarter finns listade i Catalogue of Life.